# Gvineja Bissau
Gvineja Bissau ([gvinêja bisáv], uradno Republika Gvineja Bissau, portugalsko República da Guiné-Bissau, IPA: [ʁɛ'publikɐ dɐ gi'nɛ bi'sau]) je suverena država  ob atlantski obali Zahodni Afriki in ena najmanjših držav celinske Afrike. Država, ki je bila nekdaj portugalska kolonija, na severu meji na Senegal, na vzhodu in jugu na Gvinejo, na zahodu pa na Atlantik, v katerem je pred obalo te dežele otočje Bijagos z 88 večjimi ali manjšimi otočki, ki pripadajo Gvineji Bissau.